# Deák János (esztergályos)
Deák János (1912–1977) Kossuth-díjas esztergályos, a Ganz–MÁVAG művezetője, sztahanovista.

## Élete
Részt vett a sztahanovista mozgalomban. Kiemelték, 1952-ben propagandafüzettel népszerűsítették, 1948 és 1953 között a Szabad Nép című napilap munkaversennyel kapcsolatos cikkeiben 23 alkalommal szerepelt.
1950-ben a Vas- és Fémipar Kiváló Dolgozója címmel, 1951-ben a Kohó- és Gépipari Minisztérium Kiváló Dolgozója címmel ismerték el. 1952-ben megkapta a Kossuth-díj ezüst fokozatát, az indoklás szerint „a munkafegyelem megszilárdításáért, a 480 perc teljes kihasználásával kapcsolatos mozgalom elindításáért, kimagasló termelési eredményeiért”.